# 冷熱発電
冷熱発電（れいねつはつでん）は、冷熱を利用した発電方法である。常温よりも低い温度による温度差のエネルギーを回転力として取り出し、発電機を回す仕組みである。一般には、長距離輸送中は体積を縮小させるために-162℃以下に冷やして液体にされている液化天然ガス(LNG)が利用され、消費地近くでガスに戻す過程で海水等で暖めて生まれる膨張力でタービンなどを回して発電するものである。

## 概要
冷熱発電は比較的小さな発電出力であるが、エネルギーの有効利用が行える方式であるといえる。LNGは燃焼や都市ガス化などの用途に使われる前に、LNG受入基地にて液体から気体に戻す再ガス化の必要があり、冷熱発電を行わない場合、冷温熱源としてのLNGが持つ冷熱エネルギーは再ガス化と引き換えに冷やされる海水などの形で無駄に捨てられるためである。
また火力発電や原子力発電と比較すると、温室効果ガスや放射性廃棄物など有害な物質を出さない。
さらに新たに燃料が消費されず、例えばLNGを燃料とする火力発電所では1%程度、発電出力が向上する。これらの利点から、環境保全と省エネ、資源の有効活用等につながるものとされている。
日本では大阪ガスが、最初に冷熱発電設備を研究開発し泉北にランキン方式の初号機を建設した。

## 主な方式

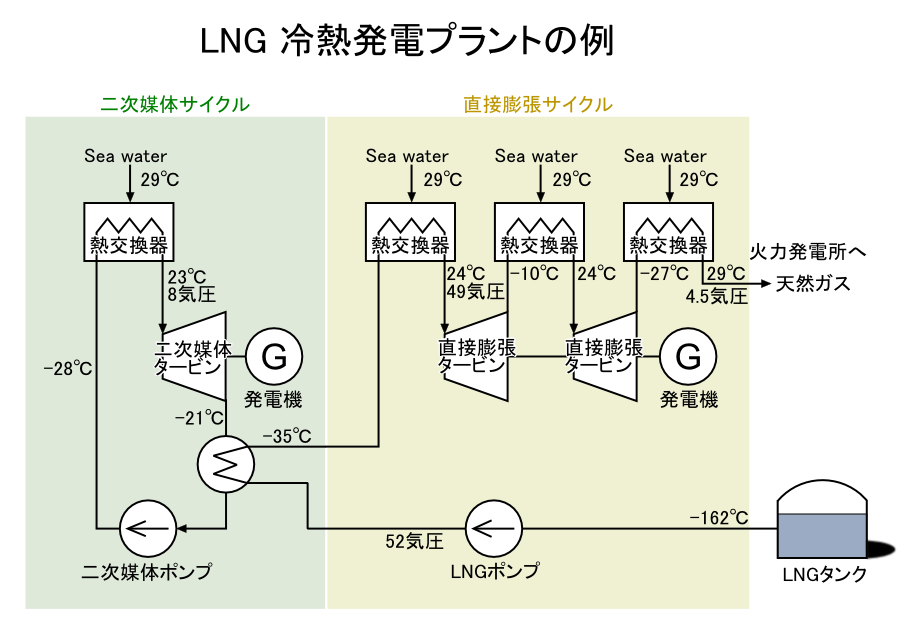
ランキン・直膨組み合わせ方式の例

冷熱発電には下記の3通りの方式がある。
直接膨張方式
海水などでLNGを昇温・気化させて生じる高圧の天然ガスで直接タービンを回す方式である。タービンを通過した後の作動流体が通常の天然ガスとして他の用途に利用されるという意味で解放系の発電方式といえる。日本国内では6基が稼動しており、計72,000kWの定格出力がある。LNG1トンあたりの平均出力は39kW/hである。
中間媒体ランキンサイクル方式
LNGの冷熱で二次媒体と呼ばれる中間の熱媒体（フロン、ブタン、プロパンなど）を冷やし、この二次媒体を海水などで昇温・気化させて生じる高圧のガスでタービンを回す方式である。二次媒体は循環系（クローズサイクル）となる発電方式であり、ランキンサイクル (rankine cycle) の冷却・液化にLNGの冷熱を使う方式である。日本国内では4基が稼動しており、計9,300kWの定格出力がある。LNG1トンあたりの平均出力は29kW/hである。
ランキン・直膨組み合わせ方式
ランキンサイクル方式で気化した天然ガスで膨張タービン発電機を動かす方式である。日本国内では5基が稼動しており、計36,400kWの定格出力がある。LNG1トンあたりの平均出力は53kW/hと、3方式のうちで最も高い。

## 日本で稼働中の主な冷熱発電設備
日本国内では主に1980年代に、ガス会社や電力会社によってLNGの受入基地などに設けられ、2001年現在15基が稼動している。
- 日本海エル・エヌ・ジー
- 東京ガス
  - 根岸LNG基地 - 31,030MWh（2006年度年間）
- 東邦ガス
  - 知多LNG共同基地 -  ランキン方式 1,000kW 1982年稼動開始
- 大阪ガス[3]
  - 泉北製造所（第2） - ランキン方式 1,450kW 1979年稼動開始
  - 泉北製造所（第2） - ランキン+直膨方式 6,000kW 1982年稼動開始
  - 姫路製造所 - ランキン方式 2,800kW 1987年稼動開始
  - 泉北製造所（第1） - 直膨方式 2,400kW 1989年稼動開始
- 北九州エル・エヌ・ジー[5]
  - ランキン+直膨方式 9,588kW 1982年稼動開始　（冷熱発電としては世界最大級の出力）